# Alain Bellouis
Alain Bellouis (Gif-sur-Yvette, 28 de julho de 1947) é um ex-ciclista francês, que competiu como profissional entre 1971 e 1973. Ele terminou em último lugar no Tour de France 1972.